# Rapides Parish
Rapides Parish is een parish in de Amerikaanse staat Louisiana.
De parish heeft een landoppervlakte van 3.425 km² en telt 126.337 inwoners (volkstelling 2000). De hoofdplaats is Alexandria.

## Bevolkingsontwikkeling

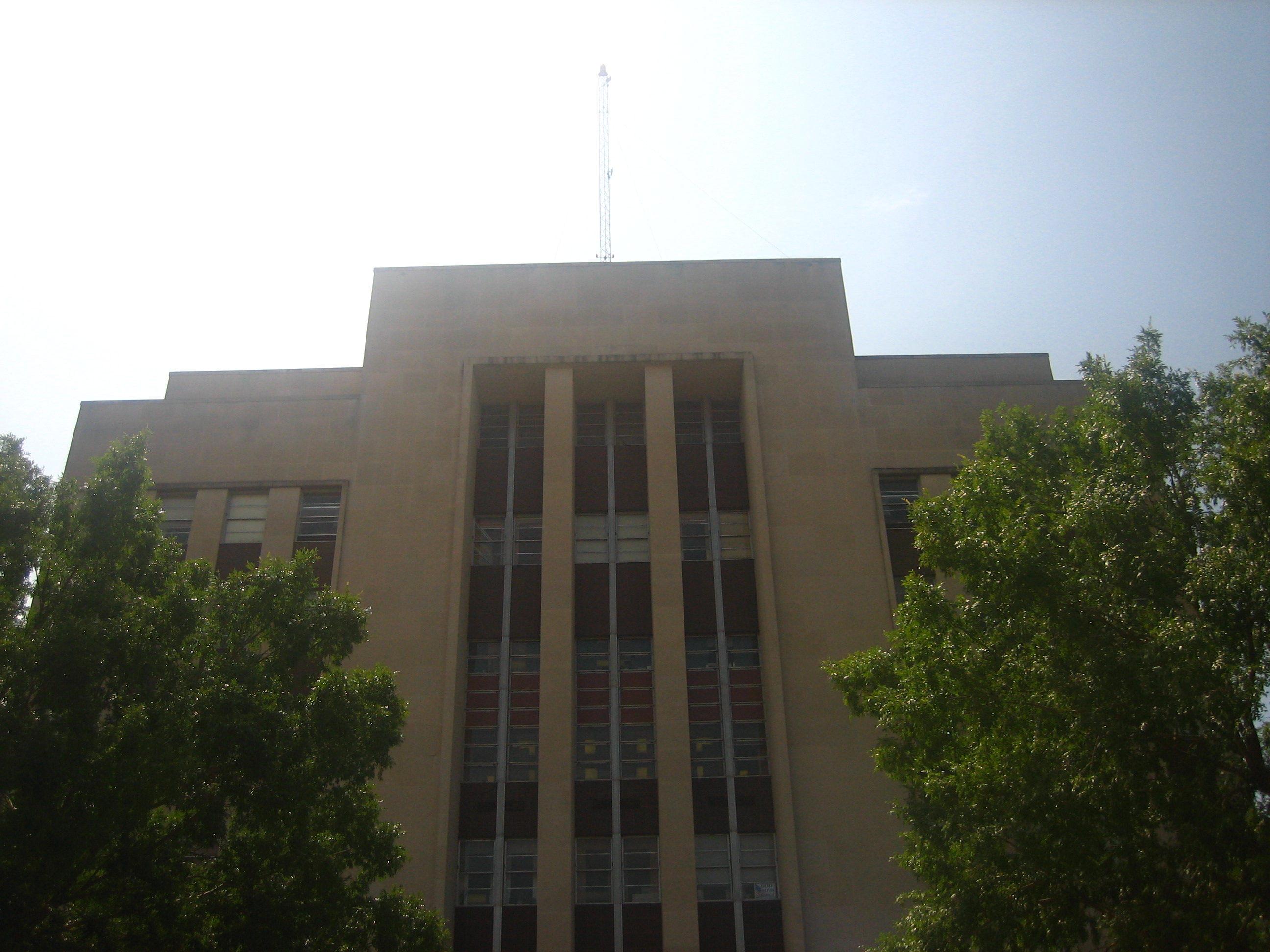
Rapides Parish Courthouse